# Anodización

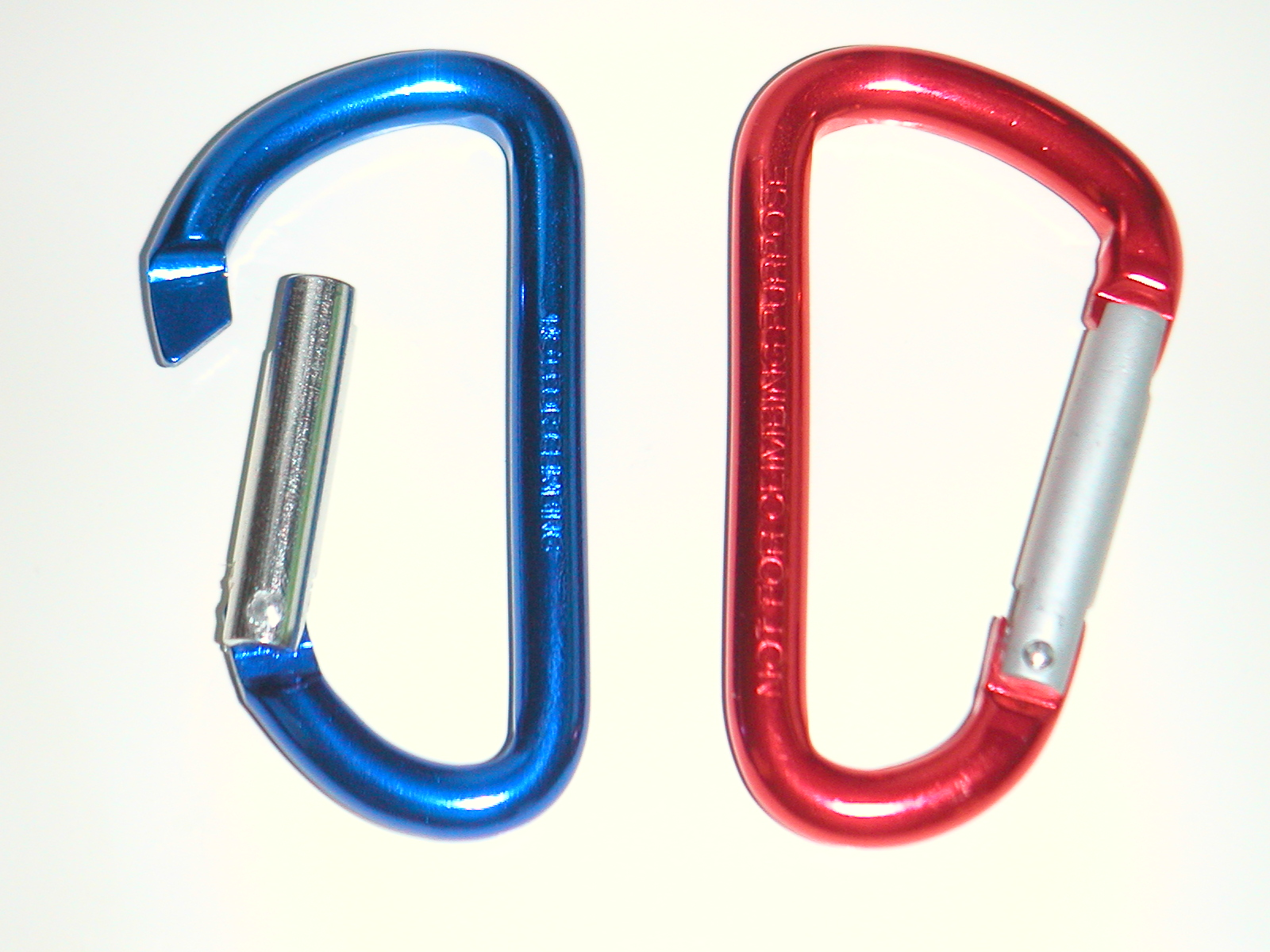
Estos mosquetones tienen una superficie en aluminio anodizado, y pueden tener diversos colores.

Se denomina anodización al proceso electrolítico de pasivación utilizado para incrementar el espesor de la capa natural de óxido en la superficie de piezas metálicas. Esta técnica suele emplearse sobre el aluminio para generar una capa de protección artificial mediante el óxido protector del aluminio, conocido como alúmina. La capa se consigue por medio de procedimientos electroquímicos, y proporciona una mayor resistencia y durabilidad del aluminio. La protección dependerá en gran medida del espesor de esta capa (en micras µm) que van desde las 5 µm hasta las 20 µm dependiendo del ambiente en que se vayan a utilizar.
Como ejemplo, los ambientes interiores y suaves (de 5-7 µm es suficiente), ambientes exteriores y duros (de unas 15 µm), ambientes marinos y extremos (de 20 µm, aproximadamente).
Dicha capa depende principalmente del electrolito, la corriente eléctrica aplicada (amperios A), de la temperatura del baño y de la duración del tratamiento.
El nombre del proceso deriva del hecho que la pieza a tratar con este material hace de ánodo en el circuito eléctrico de este proceso electrolítico.
La anodización es usada frecuentemente para proteger el aluminio y el titanio de la abrasión y la corrosión, y permite su tinte en una amplia variedad de colores.

## Técnicas de anodización

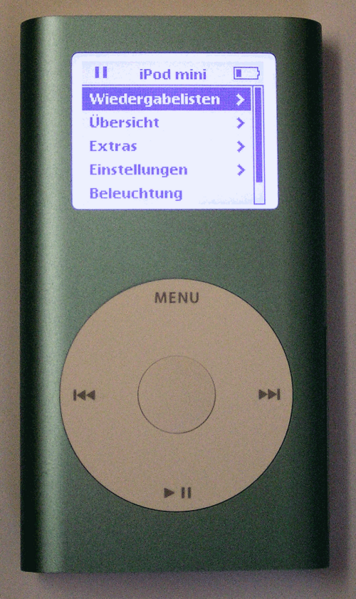
El iPod mini se recubre con un acabado usando el anodizado, y posteriormente se colorea mediante interferencia.

Las técnicas de anodizado han evolucionado mucho, con el paso del tiempo y la competencia en los mercados, por lo cual actualmente encontramos desde una capa de óxido de aluminio con el color gris propio de este óxido hasta coloraciones posteriores a la formación de la capa con colores tales como oro, bronce, negro y rojo. Las últimas técnicas basadas en procesos de interferencia óptica pueden proporcionar acabados tales como azul, gris perla y verde.
Hay distintos métodos de coloración de las capas de óxido formadas: coloración por sales y coloración por tintes, siendo la primera opción la más habitual y la que más calidad en acabado y durabilidad garantizada.
Como técnica reciente, se está desarrollando los acabados por interferencia (azul, gris y verde) basados en modificaciones posteriores del poro del óxido de aluminio formado en la etapa propia de anodizado. Esta modificación microscópica del poro se consigue mediante la reproducción de condiciones de temperatura, concentraciones del electrólito, voltajes, superficie de carga afectada y características de la aleación. El control de estas variables y la reproducibilidad de las condiciones del proceso son las que determinan el acabado azul, gris o verde.

## Historia
El anodizado se utilizó por primera vez a escala industrial en 1923 para proteger las piezas de hidroaviones de duraluminio de la corrosión. Este primer proceso basado en ácido crómico se denominó proceso Bengough-Stuart y quedó documentado en la especificación de defensa británica DEF STAN 03-24/3. Todavía se utiliza hoy en día a pesar de sus antiguos requisitos de un ciclo de voltaje complicado que ahora se sabe que es innecesario. Pronto surgieron variaciones de este proceso y el primer proceso de anodizado con ácido sulfúrico fue patentado por Gower y O'Brien en 1927. El ácido sulfúrico pronto se convirtió y sigue siendo el electrolito de anodización más común.
El anodizado con ácido oxálico se patentó por primera vez en Japón en 1923 y luego se utilizó ampliamente en Alemania, particularmente para aplicaciones arquitectónicas. La extrusión de aluminio anodizado fue un material arquitectónico popular en las décadas de 1960 y 1970, pero desde entonces ha sido reemplazado por plásticos más baratos y recubrimientos en polvo.  Los procesos con ácido fosfórico son el desarrollo más reciente e importante, hasta ahora sólo se han utilizado como pretratamientos para adhesivos o pinturas orgánicas. La industria continúa desarrollando una amplia variedad de variaciones patentadas y cada vez más complejas de todos estos procesos de anodizado, por lo que la tendencia creciente en los estándares militares e industriales es clasificar por propiedades de recubrimiento en lugar de por química del proceso.

## Aluminio

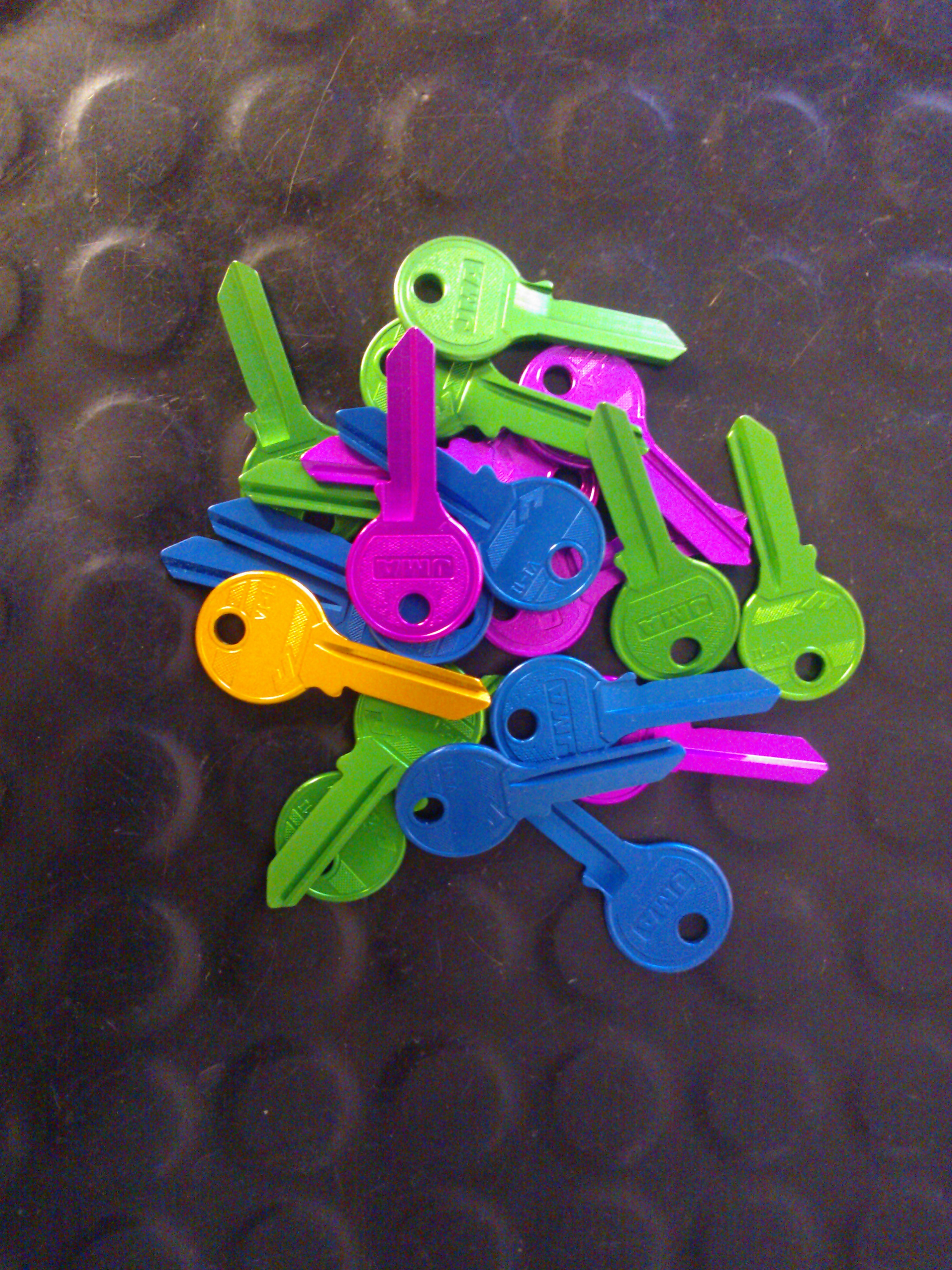
Llaves en bruto de aluminio anodizado de colores

Las aleaciones de aluminio se anodizan para aumentar la resistencia a la corrosión y permitir el teñido (coloración), una mejor lubricación o una mejor adhesión. Sin embargo, el anodizado no aumenta la resistencia del objeto de aluminio. La capa anódica es aislante.
Cuando se expone al aire a temperatura ambiente o a cualquier otro gas que contenga oxígeno, el aluminio puro se autopasiva formando una capa superficial de óxido de aluminio amorfo de 2 a 3 nm de espesor,  que proporciona una protección muy eficaz contra la corrosión. Las aleaciones de aluminio suelen formar una capa de óxido más gruesa, de 5 a 15 nm de espesor, pero tienden a ser más susceptibles a la corrosión. Las piezas de aleación de aluminio están anodizadas para aumentar en gran medida el espesor de esta capa para resistencia a la corrosión. La resistencia a la corrosión de las aleaciones de aluminio disminuye significativamente por ciertos elementos de aleación o impurezas: cobre, hierro y silicio, por lo que las aleaciones de Al de las series 2000, 4000, 6000 y 7000 tienden a ser las más susceptibles.
Aunque el anodizado produce un recubrimiento muy regular y uniforme, las fisuras microscópicas en el recubrimiento pueden provocar corrosión. Además, el recubrimiento es susceptible a la disolución química en presencia de productos químicos de pH alto y bajo, lo que provoca el desprendimiento del recubrimiento y la corrosión del sustrato. Para combatir esto, se han desarrollado diversas técnicas, ya sea para reducir el número de fisuras, para insertar compuestos químicamente más estables en el óxido, o ambas cosas. Por ejemplo, los artículos anodizados con ácido sulfúrico normalmente se sellan, ya sea mediante sellado hidrotérmico o sellado por precipitación, para reducir la porosidad y las vías intersticiales que permiten el intercambio de iones corrosivos entre la superficie y el sustrato. Los sellos precipitantes mejoran la estabilidad química pero son menos efectivos para eliminar las vías de intercambio iónico. Más recientemente, se han desarrollado nuevas técnicas para convertir parcialmente el recubrimiento de óxido amorfo en compuestos microcristalinos más estables que han demostrado una mejora significativa basada en longitudes de enlace más cortas.
Algunas piezas de aeronaves, materiales arquitectónicos y productos de consumo de aluminio están anodizados. El aluminio anodizado se puede encontrar en reproductores de MP3, teléfonos inteligentes, herramientas multiusos, linternas, utensilios de cocina, cámaras, artículos deportivos, armas de fuego, marcos de ventanas, techos, en condensadores electrolíticos y en muchos otros productos, tanto por su resistencia a la corrosión como por su capacidad de retener el tinte. Aunque el anodizado solo tiene una resistencia moderada al desgaste, los poros más profundos pueden retener mejor una película lubricante que una superficie lisa.
Los recubrimientos anodizados tienen una conductividad térmica y un coeficiente de expansión lineal mucho menores que el aluminio. Como resultado, el revestimiento se agrietará por estrés térmico si se expone a temperaturas superiores a 80 °C (353 K). El revestimiento puede agrietarse, pero no se pelará.  El punto de fusión del óxido de aluminio es de 2050 °C (2323 K), mucho más alto que el del aluminio puro, de 658 °C (931 K).  Esto y el poder aislante del óxido de aluminio pueden dificultar la soldadura.
En los procesos típicos de anodizado de aluminio comercial, el óxido de aluminio se introduce en la superficie y se elimina de ella en cantidades iguales.  Por lo tanto, el anodizado aumentará las dimensiones de la pieza en cada superficie a la mitad del espesor del óxido. Por ejemplo, un recubrimiento de 2 μm de espesor aumentará las dimensiones de la pieza en 1 μm por superficie. Si la pieza está anodizada por todos los lados, entonces todas las dimensiones lineales aumentarán según el espesor del óxido. Las superficies de aluminio anodizado son más duras que las del aluminio, pero tienen una resistencia al desgaste baja a moderada, aunque esto se puede mejorar con el espesor y el sellado.

### Proceso

#### Desmut
Se puede aplicar una solución desoxidante a la superficie del aluminio para eliminar contaminantes. El ácido nítrico se utiliza generalmente para eliminar el carbón (residuo), pero se está reemplazando debido a preocupaciones ambientales.

#### Electrólisis
La capa de aluminio anodizado se crea al pasar una corriente continua a través de una solución electrolítica, donde el objeto de aluminio sirve como ánodo (el electrodo positivo en una celda electrolítica). La corriente libera hidrógeno en el cátodo (el electrodo negativo) y oxígeno en la superficie del ánodo de aluminio, creando una acumulación de óxido de aluminio. También es posible utilizar corriente alterna y corriente pulsada, pero rara vez se utilizan. El voltaje requerido por varias soluciones puede variar de 1 a 300 V CC, aunque la mayoría se encuentra en el rango de 15 a 21 V. Por lo general, se requieren voltajes más altos para recubrimientos más gruesos formados en ácido sulfúrico y orgánico. La corriente de anodizado varía según el área de aluminio que se va a anodizar y normalmente oscila entre 30 y 300 A/m².
El anodizado de aluminio (eloxal u oxidación electrolítica de aluminio) generalmente se realiza en una solución ácida, típicamente ácido sulfúrico o ácido crómico, que disuelve lentamente el óxido de aluminio. La acción del ácido se equilibra con la tasa de oxidación para formar un recubrimiento con nanoporos, 10–150 nm de diámetro. Estos poros son los que permiten que la solución electrolítica y la corriente lleguen al sustrato de aluminio y continúen haciendo crecer el recubrimiento hasta alcanzar un espesor mayor que el que se produce mediante la autopasivación. Estos poros permiten que el tinte se absorba, sin embargo, esto debe ser seguido por un sellado o el tinte no permanecerá. El tinte suele ir seguido de un sello limpio de acetato de níquel. Debido a que el tinte es solo superficial, el óxido subyacente puede continuar brindando protección contra la corrosión incluso si un desgaste menor y rayones atraviesan la capa teñida.
Se deben controlar condiciones como la concentración de electrolitos, la acidez, la temperatura de la solución y la corriente para permitir la formación de una capa de óxido consistente. Se tienden a producir películas más duras y gruesas mediante soluciones más concentradas a temperaturas más bajas con voltajes y corrientes más altos. El espesor de la película puede variar desde menos de 0,5 micrómetros para trabajos decorativos brillantes hasta 150 micrómetros para aplicaciones arquitectónicas.

### Acabado doble
El anodizado se puede realizar en combinación con el recubrimiento de conversión de cromato . Cada proceso proporciona resistencia a la corrosión, y el anodizado ofrece una ventaja significativa en términos de robustez o resistencia al desgaste físico. La razón para combinar los procesos puede variar, sin embargo, la diferencia significativa entre el anodizado y el recubrimiento de conversión de cromato es la conductividad eléctrica de las películas producidas. Aunque ambos son compuestos estables, el recubrimiento de conversión de cromato tiene una conductividad eléctrica mucho mayor. Las aplicaciones en las que esto puede ser útil son variadas, sin embargo, la cuestión de conectar a tierra los componentes como parte de un sistema más grande es obvia.
El proceso de acabado dual utiliza lo mejor que cada proceso tiene para ofrecer: el anodizado con su gran resistencia al desgaste y el recubrimiento de conversión de cromato con su conductividad eléctrica.
Los pasos del proceso normalmente pueden implicar un recubrimiento de conversión de cromato de todo el componente, seguido de un enmascaramiento de la superficie en áreas donde el recubrimiento de cromato debe permanecer intacto. Además, la capa de cromato se disuelve en las zonas no protegidas. Luego, el componente se puede anodizar, aplicando el anodizado en las áreas no enmascaradas. El proceso exacto variará según el proveedor de servicios, la geometría del componente y el resultado requerido. Ayuda a proteger el artículo de aluminio.

## Especificaciones ampliamente utilizadas
La especificación de anodizado más utilizada en Estados Unidos es la especificación militar estadounidense, MIL-A-8625, que define tres tipos de anodizado de aluminio. El tipo I es anodizado con ácido crómico, el tipo II es anodizado con ácido sulfúrico y el tipo III es anodizado duro con ácido sulfúrico. Otras especificaciones de anodizado incluyen más MIL-SPEC (por ejemplo, MIL-A-63576), especificaciones de la industria aeroespacial de organizaciones como SAE, ASTM e ISO (por ejemplo, AMS 2469, AMS 2470, AMS 2471, AMS 2472, AMS 2482, ASTM B580, ASTM D3933, ISO 10074 y BS 5599) y especificaciones específicas de corporaciones (como las de Boeing, Lockheed Martin, Airbus y otros grandes contratistas). AMS 2468 está obsoleto. Ninguna de estas especificaciones define un proceso o una química detallados, sino más bien un conjunto de pruebas y medidas de garantía de calidad que debe cumplir el producto anodizado. La norma BS 1615 guía la selección de aleaciones para anodizado. Para el trabajo de defensa británico, se describen procesos detallados de anodizado crómico y sulfúrico en DEF STAN 03-24/3 y DEF STAN 03-25/3 respectivamente.  

### Ácido crómico (tipo I)
El proceso de anodizado más antiguo utiliza ácido crómico. Es ampliamente conocido como el proceso Bengough-Stuart pero, debido a las normas de seguridad respecto al control de la calidad del aire, no es el preferido por los proveedores cuando el material aditivo asociado con el tipo II no rompe las tolerancias. En América del Norte, se conoce como Tipo I porque así lo designa la norma MIL-A-8625, pero también está cubierto por AMS 2470 y MIL-A-8625 Tipo IB. En el Reino Unido normalmente se especifica como Def Stan 03/24 y se utiliza en áreas propensas a entrar en contacto con propulsores, etc. También existen estándares de Boeing y Airbus. El ácido crómico produce películas más delgadas, de 0,5 μm a 18 μm (0,00002" a 0,0007")  más opacas que son más suaves, dúctiles y, hasta cierto punto, autocurativas. Son más difíciles de teñir y pueden aplicarse como pretratamiento antes de pintar. El método de formación de película es diferente al del ácido sulfúrico en que el voltaje aumenta a lo largo del ciclo del proceso.

### Ácido sulfúrico (tipo II y III)
El ácido sulfúrico es la solución más utilizada para producir un recubrimiento anodizado. Los recubrimientos de espesor moderado de 1,8 μm a 25 μm (0,00007" a 0,001")  se conocen como Tipo II en América del Norte, como se nombra en MIL-A-8625, mientras que los recubrimientos más gruesos de 25 μm (0,001") se conocen como Tipo III, capa dura, anodizado duro o anodizado de ingeniería. Los recubrimientos muy delgados similares a los producidos por anodizado crómico se conocen como Tipo IIB. Los recubrimientos gruesos requieren un mayor control del proceso, y se producen en un tanque refrigerado cerca del punto de congelación del agua con voltajes más altos que los recubrimientos más delgados. El anodizado duro se puede realizar entre 13 y 150 μm (0,0005" a 0,006") de espesor. El espesor del anodizado aumenta la resistencia al desgaste, la resistencia a la corrosión, la capacidad de retener lubricantes y recubrimientos de PTFE y el aislamiento eléctrico y térmico. El sellado tipo III mejorará la resistencia a la corrosión a costa de reducir la resistencia a la abrasión. El sellado reducirá esto en gran medida. Los estándares para anodizado sulfúrico delgado (suave/estándar) están dados por MIL-A-8625 Tipos II y IIB, AMS 2471 (sin teñir) y AMS 2472 (teñido), BS EN ISO 12373/1 (decorativo), BS 3987 (arquitectónico). Las normas para el anodizado sulfúrico grueso están dadas por MIL-A-8625 Tipo III, AMS 2469, BS ISO 10074, BS EN 2536 y las obsoletas AMS 2468 y DEF STAN 03-26/1.

### Ácido orgánico
El anodizado puede producir colores integrales amarillentos sin colorantes si se lleva a cabo en ácidos débiles con altos voltajes, altas densidades de corriente y fuerte refrigeración.  Los tonos de color están restringidos a una gama que incluye amarillo pálido, dorado, bronce oscuro, marrón, gris y negro. Algunas variaciones avanzadas pueden producir una capa blanca con un 80% de reflectividad. El tono de color producido es sensible a las variaciones en la metalurgia de la aleación subyacente y no se puede reproducir de manera consistente. 
El anodizado en algunos ácidos orgánicos, por ejemplo el ácido málico, puede entrar en una situación de "descontrol", en la que la corriente impulsa al ácido a atacar el aluminio mucho más agresivamente de lo normal, lo que produce enormes picaduras y cicatrices. Además, si la corriente o el voltaje son demasiado altos, se puede producir una "quema"; en este caso, las fuentes de alimentación actúan como si estuvieran casi en cortocircuito y se desarrollan regiones negras grandes, desiguales y amorfas.
El anodizado de color integral generalmente se realiza con ácidos orgánicos, pero el mismo efecto se ha producido en laboratorios con ácido sulfúrico muy diluido. El anodizado de color integral se realizaba originalmente con ácido oxálico, pero los compuestos aromáticos sulfonados que contienen oxígeno, particularmente el ácido sulfosalicílico, han sido más comunes desde la década de 1960.  Se pueden alcanzar espesores de hasta 50 μm. El anodizado de ácido orgánico se denomina tipo IC según MIL-A-8625.

### Ácido fosfórico
El anodizado se puede realizar en ácido fosfórico, generalmente como preparación de superficies para adhesivos. Esto se describe en la norma ASTM D3933.

### Baños de borato y tartrato
El anodizado también se puede realizar en baños de borato o tartrato en los que el óxido de aluminio es insoluble. En estos procesos, el crecimiento del recubrimiento se detiene cuando la pieza está completamente cubierta y el espesor está relacionado linealmente con el voltaje aplicado. Estos recubrimientos están libres de poros, en relación con los procesos de ácido sulfúrico y crómico. Este tipo de recubrimiento se utiliza ampliamente para fabricar condensadores electrolíticos porque las delgadas películas de aluminio (normalmente de menos de 0,5 μm) corren el riesgo de ser perforadas por procesos ácidos.

### Oxidación electrolítica de plasma
La oxidación electrolítica del plasma es un proceso similar, pero donde se aplican voltajes más altos. Esto provoca que se produzcan chispas y da como resultado recubrimientos de tipo más cristalino/cerámico.

## Otros metales

### Magnesio
El magnesio se anodiza principalmente como imprimación para pintura. Para ello es suficiente una película fina (5 μm).  Los recubrimientos más gruesos de 25 μm y más pueden proporcionar una resistencia leve a la corrosión cuando se sellan con aceite, cera o silicato de sodio.  Las normas para el anodizado de magnesio se encuentran en AMS 2466, AMS 2478, AMS 2479 y ASTM B893.

### Niobio
El niobio se anodiza de manera similar al titanio y se forma una gama de colores atractivos por interferencia en diferentes espesores de película. Nuevamente, el espesor de la película depende del voltaje de anodizado. Los usos incluyen joyas y monedas conmemorativas.

### Tantalio
El tantalio se anodiza de manera similar al titanio y al niobio y se forma una gama de colores atractivos por interferencia en diferentes espesores de película. Nuevamente, el espesor de la película depende del voltaje de anodizado y generalmente varía de 18 a 23 angstroms por voltio dependiendo del electrolito y la temperatura. Los usos incluyen condensadores de tantalio.

### Titanio

Colores seleccionados que se pueden lograr mediante anodización de titanio.

Una capa de óxido anodizado tiene un espesor en el rango de 30 newtons·metro (22,1 lb·pie) hasta varios micrómetros.  Las normas para el anodizado de titanio están dadas por AMS 2487 y AMS 2488.
El anodizado de titanio AMS 2488 Tipo III genera una gama de colores diferentes sin colorantes, por lo que a veces se utiliza en arte, bisutería, joyería para perforaciones corporales y anillos de boda. El color formado depende del espesor del óxido (que está determinado por el voltaje de anodizado); es causado por la interferencia de la luz que se refleja en la superficie del óxido con la luz que viaja a través de él y se refleja en la superficie metálica subyacente. El anodizado AMS 2488 Tipo II produce un acabado gris mate más grueso con mayor resistencia al desgaste. 

### Zinc
El zinc rara vez se anodiza, pero la Organización Internacional de Investigación de Plomo y Zinc desarrolló un proceso que está contemplado en la norma MIL-A-81801.  Una solución de fosfato de amonio, cromato y fluoruro con voltajes de hasta 200 V puede producir recubrimientos de color verde oliva de hasta 80 μm de espesor.  Los recubrimientos son duros y resistentes a la corrosión.
El acero galvanizado o de zinc se puede anodizar utilizando corriente continua a voltajes más bajos (20–30 V) en baños de silicato que contienen concentraciones variables de silicato de sodio, hidróxido de sodio, bórax, nitrito de sodio y sulfato de níquel. 

## Tintura

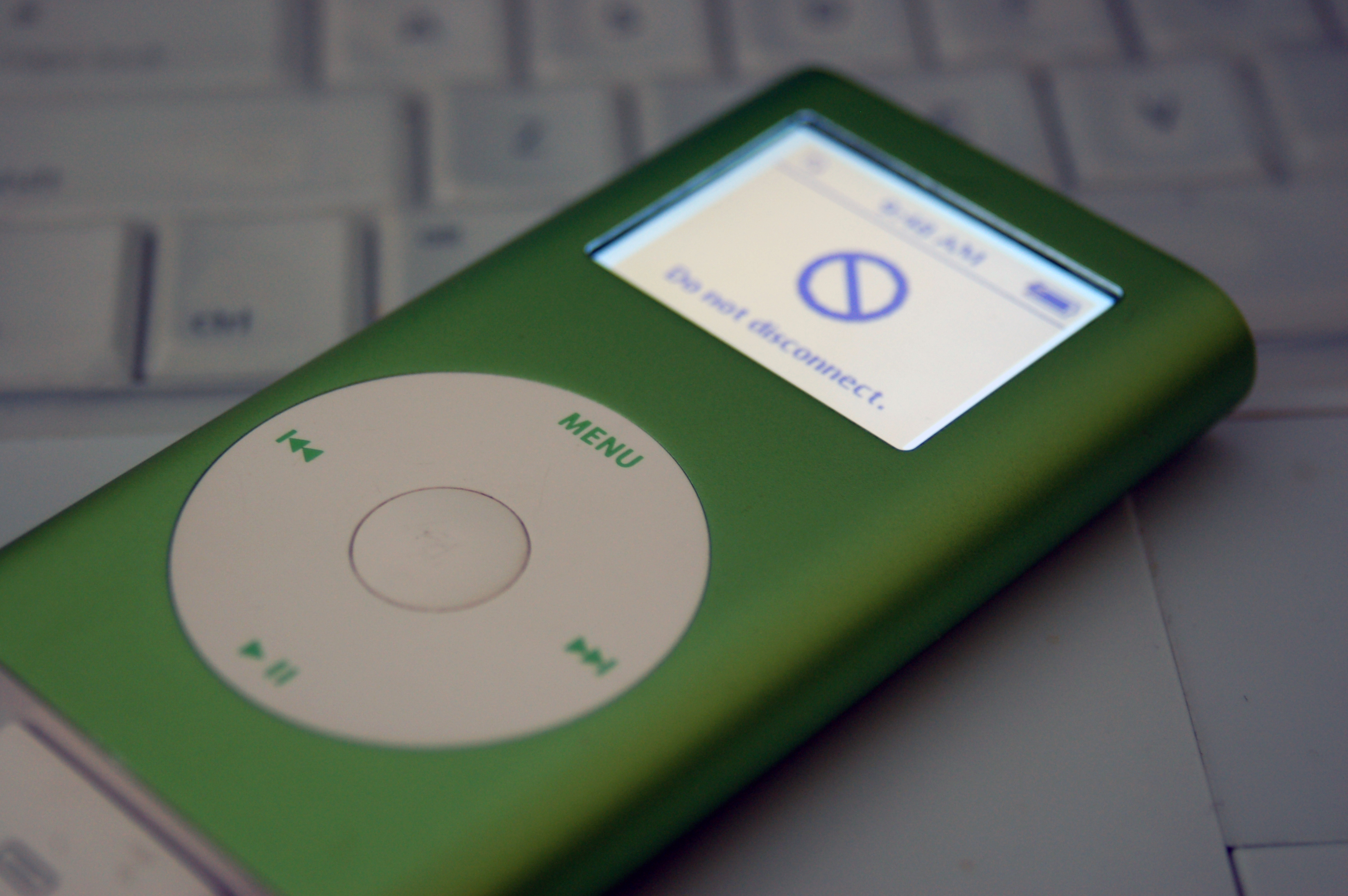
Las carcasas de colores para iPod Mini se tiñen después del anodizado y antes del sellado térmico.

Los procesos de anodizado más comunes, por ejemplo, ácido sulfúrico sobre aluminio, producen una superficie porosa que puede aceptar tintes fácilmente. La cantidad de colores de tintes es casi infinita; sin embargo, los colores producidos tienden a variar según la aleación base. Los colores más comunes en la industria, debido a que son relativamente baratos, son el amarillo, verde, azul, negro, naranja, morado y rojo. Aunque algunos pueden preferir colores más claros, en la práctica puede ser difícil producirlos en ciertas aleaciones, como los grados de fundición con alto contenido de silicio y las aleaciones de aluminio y cobre de la serie 2000. Otra preocupación es la “resistencia a la luz” de los tintes orgánicos: algunos colores (rojos y azules) son particularmente propensos a desteñirse. Los tintes negros y el oro producidos por medios inorgánicos (oxalato de amonio férrico) son más resistentes a la luz. El anodizado teñido generalmente se sella para reducir o eliminar el sangrado del tinte. El color blanco no se puede aplicar debido a que el tamaño de la molécula es mayor que el tamaño de los poros de la capa de óxido. 
Alternativamente, se puede depositar electrolíticamente metal (generalmente estaño) en los poros del revestimiento anódico para proporcionar colores más resistentes a la luz. Los colores de los tintes metálicos varían desde el champán pálido hasta el negro. Los tonos bronce se utilizan comúnmente para metales arquitectónicos. Alternativamente, el color puede producirse integralmente en la película. Esto se realiza durante el proceso de anodizado utilizando ácidos orgánicos mezclados con el electrolito sulfúrico y una corriente pulsada.
Los efectos de salpicadura se crean tiñendo la superficie porosa no sellada con colores más claros y luego salpicando tintes de colores más oscuros sobre la superficie. También se pueden aplicar alternativamente mezclas de tintes a base de agua y solventes, ya que los tintes coloreados se resistirán entre sí y dejarán efectos de manchas.

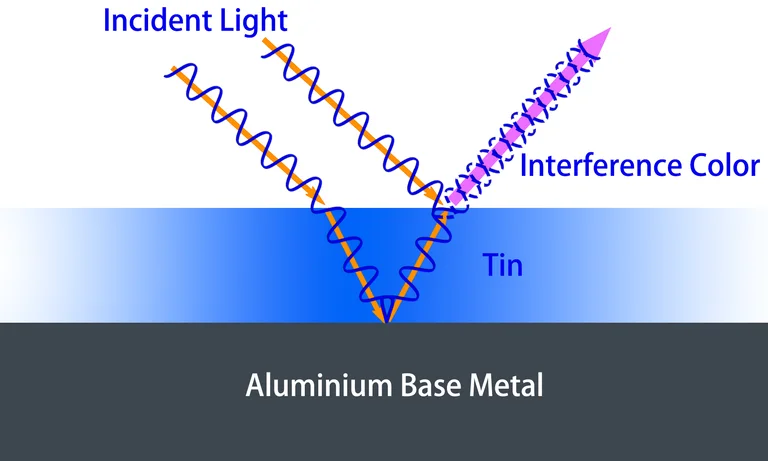
Colores de interferencia de anodizado

Otro método de coloración interesante es la coloración por interferencia de anodizado. La delgada película de aceite que reposa sobre la superficie del agua muestra un tono arco iris debido a la interferencia entre la luz reflejada desde la interfaz agua-aceite y la superficie de la película de aceite. Como el espesor de la película de aceite no está regulado, el color del arco iris resultante parece aleatorio.
En la coloración anodizada del aluminio, los colores deseados se logran depositando una capa de metal de espesor controlable (normalmente estaño) en la base de la estructura porosa. Esto implica reflexiones sobre el sustrato de aluminio y la superficie metálica superior. El color resultante de la interferencia cambia de azul, verde y amarillo a rojo a medida que la capa de metal depositada se espesa. Más allá de un espesor específico, la interferencia óptica desaparece y el color se vuelve bronce. Las piezas de aluminio anodizado de color de interferencia presentan una calidad distintiva: su color varía cuando se observan desde diferentes ángulos. La coloración por interferencia implica un proceso de tres pasos: anodizado con ácido sulfúrico, modificación electroquímica del poro anódico y deposición de metal (estaño). 

## Sellado
El sellado es el paso final en el proceso de anodizado. Las soluciones de anodizado ácidas producen poros en el revestimiento anodizado. Estos poros pueden absorber tintes y retener lubricantes, pero también son una vía para la corrosión. Cuando las propiedades de lubricación no son críticas, generalmente se sellan después del teñido para aumentar la resistencia a la corrosión y la retención del tinte. Hay tres tipos más comunes de sellado.
1. Inmersión prolongada en agua hirviendo: 96-100 grados Celsius (204,8-212 °F) —el agua desionizada o el vapor es el proceso de sellado más simple, aunque no es completamente efectivo y reduce la resistencia a la abrasión en un 20%. [35] El óxido se convierte en su forma hidratada y la hinchazón resultante reduce la porosidad de la superficie.
2. Proceso de sellado a temperatura media que funciona a 160-180 grados Fahrenheit (71,1-82,2 °C) en soluciones que contienen aditivos orgánicos y sales metálicas. Sin embargo, este proceso probablemente erosionará los colores.
3. El proceso de sellado en frío, donde los poros se cierran mediante la impregnación de un sellador en un baño a temperatura ambiente, es más popular debido al ahorro de energía. Los recubrimientos sellados con este método no son adecuados para la unión adhesiva. Se utilizan comúnmente sellos de teflón, acetato de níquel, acetato de cobalto y dicromato de sodio o potasio caliente. MIL-A-8625 requiere sellado para recubrimientos delgados (Tipos I y II) y lo permite como opción para recubrimientos gruesos (Tipo III).

## Limpieza
Las superficies de aluminio anodizado que no se limpian periódicamente son susceptibles a la formación de manchas en los bordes del panel, un tipo único de mancha superficial que puede afectar la integridad estructural del metal.

## Impacto ambiental
El anodizado es uno de los procesos de acabado de metales más respetuosos con el medio ambiente. A excepción del anodizado orgánico (también conocido como de color integral), los subproductos contienen solo pequeñas cantidades de metales pesados, halógenos o compuestos orgánicos volátiles. El anodizado de color integral no produce COV, metales pesados ni halógenos, ya que todos los subproductos que se encuentran en las corrientes de efluentes de otros procesos provienen de sus tintes o materiales de recubrimiento.  Los efluentes de anodizado más comunes, hidróxido de aluminio y sulfato de aluminio, se reciclan para la fabricación de alumbre, levadura en polvo, cosméticos, papel de periódico y fertilizantes o se utilizan en sistemas de tratamiento de aguas residuales industriales.

## Consideraciones mecánicas
El anodizado elevará la superficie ya que el óxido creado ocupa más espacio que el metal base convertido.  Por lo general, esto no tendrá importancia, excepto cuando haya tolerancias estrictas. En ese caso, al elegir la dimensión de mecanizado hay que tener en cuenta el espesor de la capa de anodizado. Una práctica general en los dibujos de ingeniería es especificar que "las dimensiones se aplican después de todos los acabados de la superficie". Esto obligará al taller de máquinas a tener en cuenta el espesor de anodización al realizar el mecanizado final de la pieza mecánica antes de la anodización. También en el caso de pequeños agujeros roscados para aceptar tornillos, el anodizado puede provocar que los tornillos se atasquen, por lo que puede ser necesario perforar los agujeros roscados con un macho de roscar para restaurar las dimensiones originales. Alternativamente, se pueden utilizar machos de roscar especiales de gran tamaño para compensar previamente este crecimiento. En el caso de orificios sin rosca que aceptan pasadores o varillas de diámetro fijo, puede ser apropiado un orificio ligeramente más grande para permitir el cambio de dimensión. Dependiendo de la aleación y del espesor del recubrimiento anodizado, esto puede tener un efecto significativamente negativo en la vida útil por fatiga. Por el contrario, el anodizado puede aumentar la vida útil por fatiga al prevenir las picaduras por corrosión.